# Gianna Paul
Gianna Paul (* 10. August 2006 in Wallerfield) ist eine Leichtathletin aus Trinidad und Tobago, die sich auf den Weitsprung spezialisiert hat.

## Sportliche Laufbahn
Erste internationale Erfahrungen sammelte Gianna Paul bei den CARIFTA Games 2022 in Kingston, bei denen sie mit übersprungenen 1,60 m den vierten Platz im Hochsprung in der U17-Altersklasse belegte und im Siebenkampf mit 4245 Punkten die Bronzemedaille gewann. Im Jahr darauf gewann sie bei den CARIFTA Games in Nassau mit 4594 Punkten erneut die Bronzemedaille im Siebenkampf und belegte im Weitsprung mit 5,34 m den fünften Platz in der U20-Altersklasse. Anschließend siegte sie mit 4618 Punkten im Siebenkampf bei den U18-NACAC-Meisterschaften in San José und gewann auch mit der nationalen 4-mal-100-Meter-Staffel in 45,99 s die Goldmedaille. Daraufhin gelangte sie bei den Commonwealth Youth Games in Port of Spain mit 5,71 m auf den siebten Platz im Weitsprung. Im selben Jahr begann sie ein Studium an der High Point University in den Vereinigten Staaten. Bei den CARIFTA Games 2024 in St. George’s musste sie ihren Siebenkampf vorzeitig beenden und im Jahr darauf siegte sie mit 6,48 m im Weitsprung in der U20-Altersklasse bei den CARIFTA Games in Port of Spain und belegte im 100-Meter-Hürdenlauf in 14,25 s den siebten Platz.
2022 wurde Paul Landesmeisterin im Siebenkampf sowie 2023 in der 4-mal-100-Meter-Staffel.

## Persönliche Bestleistungen
- 100 m Hürden: 14,13 s (+0,8 m/s), 22. März 2025 in High Point
  - 60 m Hürden (Halle): 8,57 s, 7. Februar 2025 in Blacksburg
- Weitsprung: 6,48 m (0,0 m/s), 20. April 2025 in Port of Spain
- Siebenkampf: 4594 Punkte, 9. April 2023 in Nassau